# Топиковые языки
Топиковый язык (язык с выдвижением топика, от англ. topic-prominent language) — это язык, синтаксис которого строится таким образом, чтобы подчеркнуть  топиково-комментариевую структуру предложения. Термин был введён американскими лингвистами  Чарльзом Ли и  Сандрой Томпсон. Топико-комментариевая структура отличает такие языки как японский и корейский от подлежащно-сказуемых языков, таких как английский или русский язык.
В понимании Ч. Ли и С. Томпсон, топиковый язык имеет морфологическое и/или синтаксическое строение, которое подчёркивает границу между тем, о чём говорится (топик) и тем, что говорится (комментарий). Топико-комментариевая структура может не подчиняться  традиционному синтаксическому членению и согласованию частей предложения.